# Championnat du Japon de Formule 3

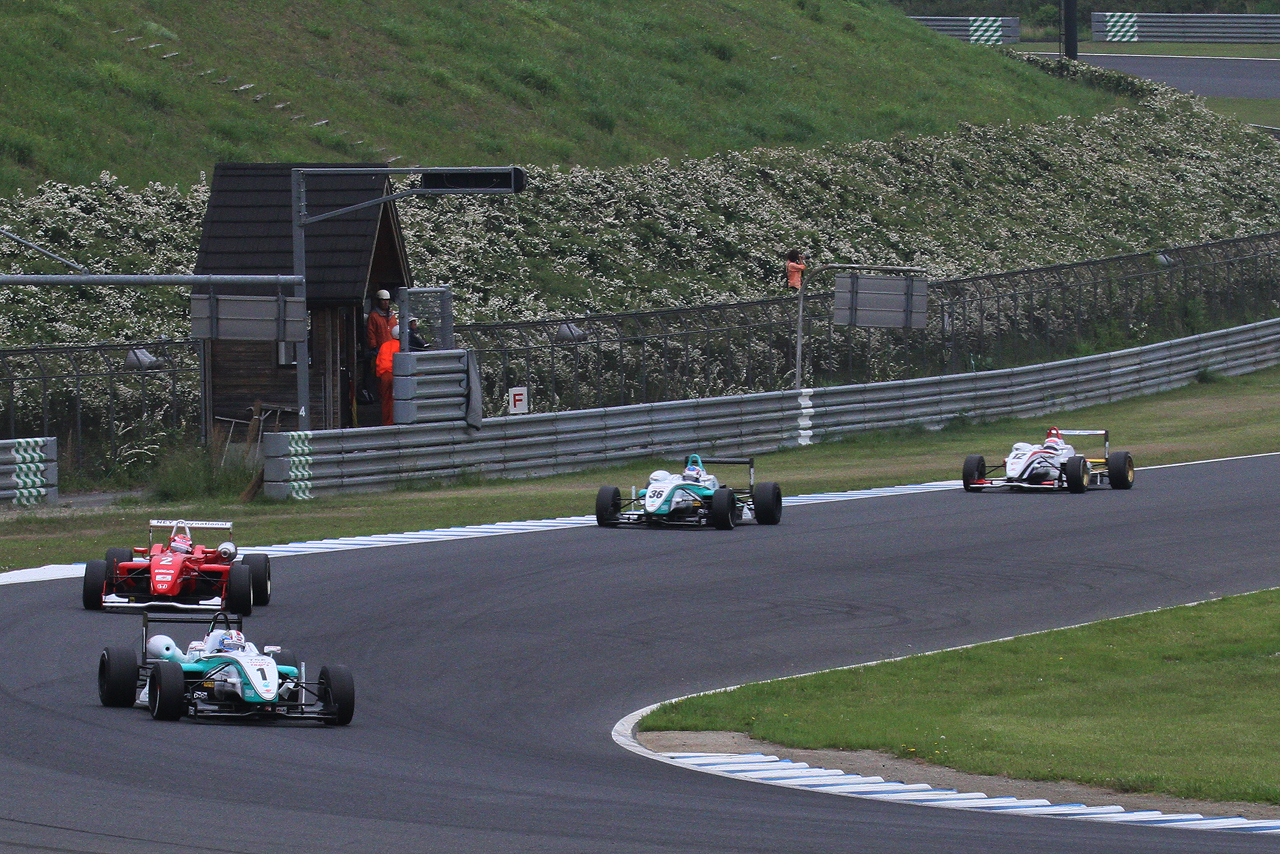
Une manche du championnat japonais de Formule 3 à Motegi en 2010.

Le championnat du Japon de Formule 3 (officiellement dénommé « All-Japan F3 championship ») a été créé en 1979. Il réunit la plupart des meilleurs jeunes pilotes japonais de monoplace, mais, depuis la fin des années 1980, il attire également de nombreux pilotes étrangers qui trouvent au Japon des conditions financières plus faciles qu'en Europe pour poursuivre leur carrière. Parmi les plus célèbres, on peut citer Jacques Villeneuve (second du championnat en 1992 et futur champion du monde de Formule 1) ou encore Tom Kristensen (titré en 1993 et futur multiple vainqueur des 24 Heures du Mans).
Pour les meilleurs pilotes du championnat du Japon de Formule 3, la progression de carrière la plus classique est un accès aux deux championnats majeurs japonais que sont la Formula Nippon (monoplace) et/ou le Super GT (Grand Tourisme).
Le championnat disparait en 2019 pour devenir la Super Formula Lights. 

## Palmarès

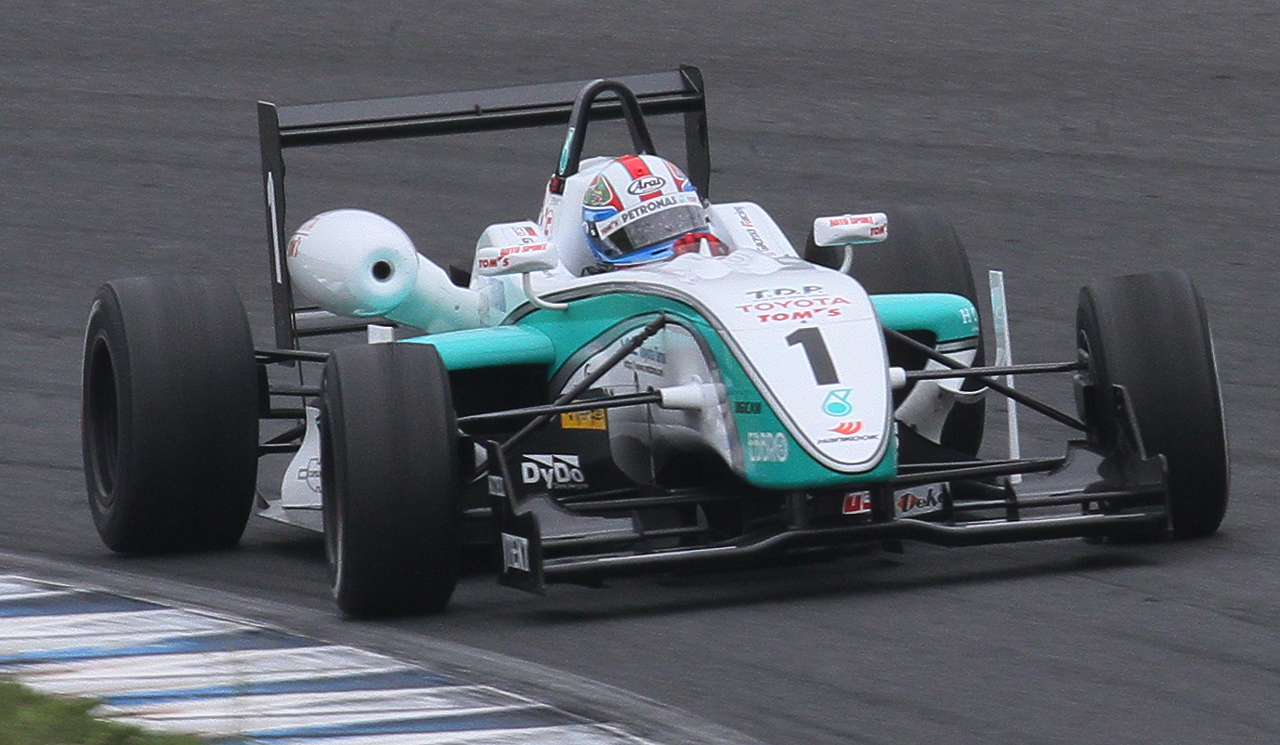
Yuji Kunimoto, champion du Japon de Formule 3 en 2010.

| Année | Vainqueur              | Nationalité      | Voiture             |
| 1979  | Toshio Suzuki          | Japon            | Ralt-Toyota         |
| 1980  | Shuroko Sasaki         | Japon            | March-Toyota        |
| 1981  | Osamu Nakako           | Japon            | Team Hayashi-Toyota |
| 1982  | Kengo Nakamoto         | Japon            | Ralt-Toyota         |
| 1983  | Yoshimasa Fujiwara     | Japon            | Ralt-Toyota         |
| 1984  | Shuji Hyoudo           | Japon            | Team Hayashi-Toyota |
| 1985  | Kouji Sato             | Japon            | Ralt-Volkswagen     |
| 1986  | Akio Morimoto          | Japon            | Ralt-Toyota         |
| 1987  | Ross Cheever           | États-Unis       | Reynard-Toyota      |
| 1988  | Akihiko Nakaya         | Japon            | Ralt-Mugen          |
| 1989  | Masahiko Kageyama      | Japon            | Ralt-Mugen          |
| 1990  | Naoki Hattori          | Japon            | Ralt-Mugen          |
| 1991  | Paulo Carcasci         | Brésil           | TOM'S-Toyota        |
| 1992  | Anthony Reid           | Royaume-Uni      | Ralt-Mugen          |
| 1993  | Tom Kristensen         | Danemark         | TOM'S-Toyota        |
| 1994  | Michael Krumm          | Allemagne        | TOM'S-Toyota        |
| 1995  | Pedro de la Rosa       | Espagne          | TOM'S-Toyota        |
| 1996  | Juichi Wakisaka        | Japon            | Dallara-Mugen       |
| 1997  | Tom Coronel            | Pays-Bas         | Dallara-Toyota      |
| 1998  | Peter Dumbreck         | Royaume-Uni      | Dallara-Toyota      |
| 1999  | Darren Manning         | Royaume-Uni      | Dallara-Toyota      |
| 2000  | Sébastien Philippe     | France           | Dallara-Mugen       |
| 2001  | Benoît Tréluyer        | France           | Dallara-Mugen       |
| 2002  | Takashi Kogure         | Japon            | Dallara-Mugen       |
| 2003  | James Courtney         | Australie        | Dallara-Toyota      |
| 2004  | Ronnie Quintarelli     | Italie           | Dallara-Toyota      |
| 2005  | João Paulo de Oliveira | Brésil           | Dallara-Toyota      |
| 2006  | Adrian Sutil           | Allemagne        | Dallara-Toyota      |
| 2007  | Kazuya Oshima          | Japon            | Dallara-Toyota      |
| 2008  | Carlo Van Dam          | Pays-Bas         | Dallara-Toyota      |
| 2009  | Marcus Ericsson        | Suède            | Dallara-Toyota      |
| 2010  | Yuji Kunimoto          | Japon            | Dallara-Toyota      |
| 2011  | Yuhi Sekiguchi         | Japon            | Dallara-Toyota      |
| 2012  | Ryō Hirakawa           | Japon            | Dallara-Toyota      |
| 2013  | Yuichi Nakayama        | Japon            | Dallara-Toyota      |
| 2014  | Nobuharu Matsushita    | Japon            | Dallara-Toyota      |
| 2015  | Nick Cassidy           | Nouvelle-Zélande | Dallara-Toyota      |
| 2016  | Kenta Yamashita        | Japon            | Dallara-Toyota      |
| 2017  | Mitsunori Takaboshi    | Japon            | Dallara-Volkswagen  |
| 2018  | Sho Tsuboi             | Japon            | Dallara-Toyota      |
| 2019  | Sacha Fenestraz        | France           | Dallara-Volkswagen  |